# Liegi-Bastogne-Liegi 1972
La Liegi-Bastogne-Liegi 1972, cinquantottesima edizione della corsa, fu disputata il 20 aprile 1972 per un percorso di 239 km. Fu vinta dal belga Eddy Merckx, giunto al traguardo in 6h33'55" alla media di 36,489 km/h, precedendo l'olandese Wim Schepers ed il connazionale Herman Van Springel.
Dei 129 ciclisti partiti da Liegi furono in 42 a portare a termine la gara a Verviers.

## Ordine d'arrivo (Top 10)
| Pos. | Corridore           | Squadra    | Tempo    |
| ---- | ------------------- | ---------- | -------- |
| 1    | Eddy Merckx         | Molteni    | 6h33'00" |
| 2    | Wim Schepers        | Rokado     | a 2'40"  |
| 3    | Herman Van Springel | Molteni    | a 4'35"  |
| 4    | Roger Swerts        | Molteni    | a 5'26"  |
| 5    | Georges Pintens     | Van Cauter | s.t.     |
| 6    | Leif Mortensen      | Bic        | s.t.     |
| 7    | Raymond Delisle     | Peugeot    | s.t.     |
| 8    | Gilbert Bellone     | Rokado     | a 6'38"  |
| 9    | Victor Van Schil    | Molteni    | a 6'46"  |
| 10   | Robert Bouloux      | Peugeot    | s.t.     |